# Na zawsze Laurence
Na zawsze Laurence (ang. Laurence Anyways) – kanadyjsko-francuski film obyczajowy z 2012 roku oparty na scenariuszu i w reżyserii Xaviera Dolana. Wyprodukowany przez brytyjskie studio Network Releasing. Zdjęcia kręcono w Montrealu.
Premiera filmu miała miejsce 18 maja 2012 roku podczas 65. Międzynarodowego Festiwalu Filmowego w Cannes.

## Opis fabuły
Rok 1989. Wykładowca literatury, Laurence Alia (Melvil Poupaud), od lat związany jest z atrakcyjną Fred (Suzanne Clément). W dniu swoich trzydziestych urodzin mężczyzna wyznaje ukochanej, że psychicznie od zawsze czuł się kobietą i chciałby zmienić swoją biologiczną płeć.

## Obsada
- Melvil Poupaud jako Laurence Alia
- Suzanne Clément jako Fred Belair
- Nathalie Baye jako Julienne Alia
- Monia Chokri jako Stéfie Belair
- Susie Almgren jako dziennikarz
- Yves Jacques jako Michel Lafortune
- Sophie Faucher jako Andrée Belair
- Magalie Lépine-Blondeau jako Charlotte
- David Savard jako Albert
- Catherine Bégin jako Mama Rose
- Emmanuel Schwartz jako Baby Rose
- Jacques Lavallée jako Dada Rose
- Perette Souplex jako Tatie Rose
- Patricia Tulasne jako Shookie Rose